# Michelle Toro
Michelle Toro, z domu Williams (ur. 2 stycznia 1991 w Pretorii) – kanadyjska pływaczka, specjalizująca się w stylu dowolnym, medalistka igrzysk olimpijskich i Igrzysk Wspólnoty Narodów.

## Kariera pływacka
Na Igrzyskach Wspólnoty Narodów w 2014 zdobyła dwa brązowe medale w sztafetach 4 × 100 m stylem dowolnym i 4 × 100 m stylem zmiennym.
Rok później, w trakcie igrzysk panamerykańskich wywalczyła złoto w sztafecie kraulowej 4 × 100 m. Kanadyjki poprawiły też wtedy rekord tych zawodów.
W tym samym roku wystartowała na mistrzostwach świata w Kazaniu. W półfinale konkurencji 50 m stylem dowolnym uzyskała czas 24,84 s i nie awansowała do finału, plasując się na 12. miejscu. Na dystansie 100 m kraulem zajęła 20. miejsce z czasem 55,08 s. Brała też udział w wyścigu sztafet 4 × 100 m stylem dowolnym, w którym Kanadyjki były piąte i ustanowiły nowy rekord swojego kraju.
Podczas igrzysk olimpijskich w Rio de Janeiro płynęła w eliminacjach sztafet 4 × 100 m stylem dowolnym. Otrzymała brązowy medal po tym jak reprezentantki Kanady zajęły w tej konkurencji trzecie miejsce. Williams startowała także na dystansie 50 m stylem dowolnym, gdzie z czasem 24,91 s nie udało jej się awansować do półfinałów i ostatecznie zajęła 18. miejsce.